# 座頭市兇状旅
『座頭市兇状旅』（ざとういちきょうじょうたび）は、1963年の日本映画。勝新太郎の代表作、座頭市シリーズの第4作。これまで中規模的ヒット作品であった、同シリーズだが、この作品は配収1億5000万円を超えるメガヒット作品となった。

## あらすじ
夏の上州、市は突然襲いかかってきた男をやむなく斬る。斬られた男は喜助といい、市の首に十両の賞金がかかっていること、下仁田におまきというお袋がいることを市に告げて息絶える。市はおまきに詫びるため下仁田へとやってくる。
下仁田では八幡宮の祭りが始まっていた。おまきは方々の親分衆を迎えての襲名披露を控える土地の2代目・佐吉親分のもとで準備に忙しかったが、喜助を斬ったと名乗り出、喜助からの預かり物だと10両を渡す市に「仁義通りの勝負だったか」を尋ねただけで怒りを押し殺す。旅籠・小幡屋に逗留した市は、小幡屋の娘・おのぶと佐吉は恋仲であること、おのぶの養父・島蔵はかつて佐吉の父と争った元貸元で、いまだに縄張りに未練があることを知る。さらに島蔵は佐吉に招待されている親分衆の一人・矢切りの東九郎と組んで浪人・棚倉蛾十郎を雇い、2代目襲名披露の花会で佐吉に恥をかかせ、縄張りを奪い取ることを、さらには佐吉の命をも狙っていた。
翌日開かれた佐吉の2代目襲名披露の花会。蛾十郎が現れ、佐吉は事態を収拾することが出来ないでいたが、現れた市が居合い斬りで蛾十郎を牽制、その場を収める。小幡屋に帰った市は、懐かしい女性と再会する。かつて心を通わせた女・おたねだった。蛾十郎の女となっていたおたねは「私は変わってしまった、市さんにだけは逢いたくなかった」と泣く。
祭りの夜、東九郎の手下に命を狙われた佐吉を市が救う。が、東九郎は今度は他の親分衆を抱きこんで、佐吉に対し市を斬るように強要する。全ては縄張りを狙う東九郎のたくらみと分かってはいるが、どうすることも出来ない佐吉を見かねて、おまきは市に下仁田を去るよう懇願する。自分が下仁田を去っても何も良くはならないと、市はおまきに詫びながら断る。
翌朝、佐吉が小幡屋の市のところに駆け込んでくる。おたねが東九郎らにさらわれたというのだ。飛び出していく市、先導する佐吉、2人を追うおのぶ。3人を待っていたのは……。

## スタッフ
- 企画:久保寺生郎
- 原作:子母沢寛
- 脚本:星川清司、犬塚稔
- 監督:田中徳三
- 撮影:牧浦地志
- 録音:長岡栄
- 音楽:伊福部昭
- 照明:中岡源権
- 美術:太田誠一
- 色彩技術:小池清茂
- 編集:山田弘
- スチール:浅田延之助
- 製作主任:田辺満

## 配役
- 座頭市：勝新太郎
- おのぶ：高田美和
- おたね：万里昌代
- 下仁田の佐吉：成田純一郎
- 棚倉蛾十郎：北城寿太郎
- おまき：村瀬幸子
- 文殊の喜助：小林勝彦
- 小幡屋島蔵：松居茂美
- 国定忠冶：名和宏
- 矢切の東九郎：安部徹

## 併映作品
- 『続・忍びの者』: 山本薩夫監督